# ميريت كلارك
ميريت كلارك (بالإنجليزية: Merritt Clark)‏ هو سياسي أمريكي، ولد في 11 فبراير 1803، وتوفي في 1898. انتخب عضو مجلس نواب فيرمونت.